# H.Rangapura, Tarikere
H.Rangapura là một làng thuộc tehsil Tarikere, huyện Chikmagalur, bang Karnataka, Ấn Độ.